# 아르튀르 랭보
장 니콜라 아르튀르 랭보(프랑스어: Jean Nicolas Arthur Rimbaud, 프랑스어 발음: [aʁtyʁ ʁɛ̃bo] ( 듣기), 1854년 10월 20일 – 1891년 11월 10일)는 프랑스의 시인이다.

## 생애
아르덴주의 샤를빌(지금의 샤를빌메지에르)에서 출생하였다. 부친은 일찍 집을 버리고 나갔고 가톨릭 신자인 어머니의 엄격한 교육을 받고 자랐다.학창시절에는 뛰어난 모범생이었으나, 차차 반항적으로 되었고 시를 쓰기 시작하면서 방랑도 하게 되어 16세로 학업을 포기한다. 이 전후에 쓴 여러 시에는 그의 그리스도교나 부르주아 도덕에 대한 과격한 혐오감이 가득 차 있다. 랭보는 시인은 우주의 모든 것을 투시할 수 있는 인간이 아니면 안 된다고 생각했기 때문에 1871년 5월에 유명한 '견자'(voyant 부아양[*]=천리안이라는 뜻)의 설(說)을 제창하여 이 새로운 문학적 실험에 들어갔다.
얼마 뒤 100행의 장시 《취한 배》를 쓰고서는 베를렌의 초청을 받아 파리로 오고, 베를렌과 동성애 관계가 된다. 두 사람은 뜻이 맞아 여러 곳을 방랑하면서 파멸적인 생활을 보내다 브뤼셀에서 베를렌이 랭보를 권총으로 저격한 사건으로 두 사람은 헤어진다. 이 2년간의 이상한 체험은 《지옥에서 보낸 한 철》에 훌륭하게 정착되어 있다. 이때부터 그는 문학의 열의가 차츰 식어 실제적인 직업을 구하고자 분주하게 다닌 한편 환상적인 《일뤼미나시옹》의 산문은 대부분 이 시기에 썼다고 추정된다. 이 산문 시집은 《지옥에서 보낸 한 철》과 함께 프랑스 산문시의 최고봉을 이룬다고 하지만, 후자는 거친 그림자를 숨기고 그의 상상력에 의하여 해체된 현실이 보다 높은 차원의 시적 현실에 다시 구축되고 있다. 이미지의 풍요로움과 신선함은 다른 시인의 추종을 불허한다.
그러나 그는 예술적 자유의 세계에 만족하지 못하고 1875년 문학을 단념하고 유럽 각지를 유랑하다가 1880년경 아프리카로 건너가더니 상인·대상들과 함께 돌아다니다가 다리의 종기가 덧나 프랑스 마르세유 병원에서 한쪽 다리를 자르고 몇 달 후 숨졌다. 조숙한 천재 시인 랭보의 영향은 상징주의와 초현실주의를 뚫어서 현대시에도 파급하여 지금까지도 현존하고 있다.

## 저서

### 지옥에서 보낸 한 철
랭보가 1873년에 출판한 시집이다. 폴 베를렌과 동성애 관계였다가 베를렌이 브뤼셀에서 랭보를 저격하여 이별한 이후 완성되었다. 랭보 그 자신에 의해 출판된 유일한 책이며, 초현실주의자를 포함하여 후대의 시에 상당한 영향을 끼쳤다.

### 일뤼미나시옹
1886년 5월과 6월에 파리의 문학 평론지인 《라 보그》(La Vogue)에서 부분적으로 처음 출판된, 랭보의 미완성 산문 시집이다. 1886년 10월에 레 퓌블리카시옹 드 라 보그(Les publications de La Vogue)가 랭보의 전 애인인 폴 베를렌이 제안한 《레 일뤼미나시옹》(Les Illuminations)라는 제목을 붙여 책의 형태로 재출판하였다.

## 관련 사진

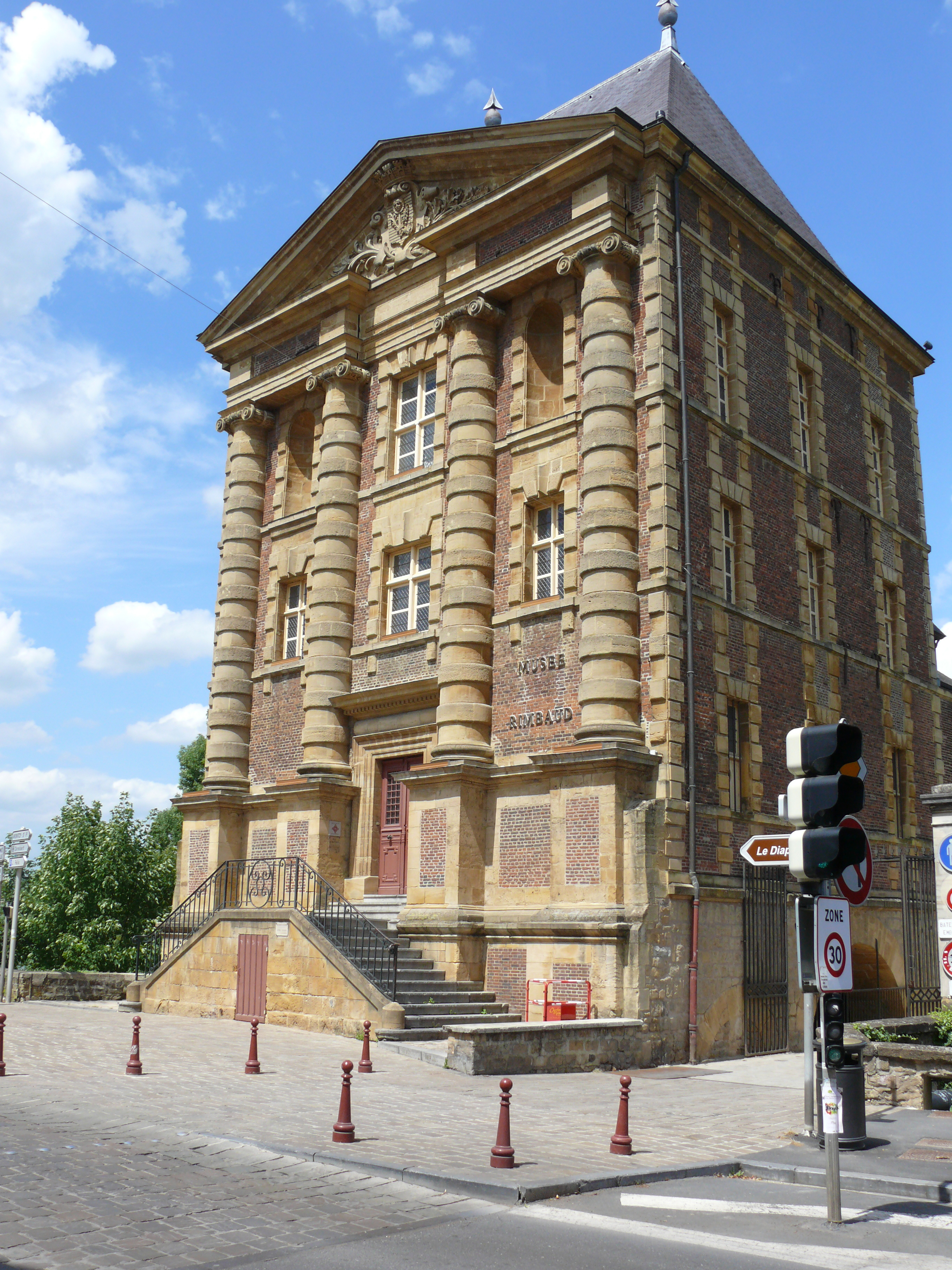
샤를빌메지에르에 있는 랭보 박물관
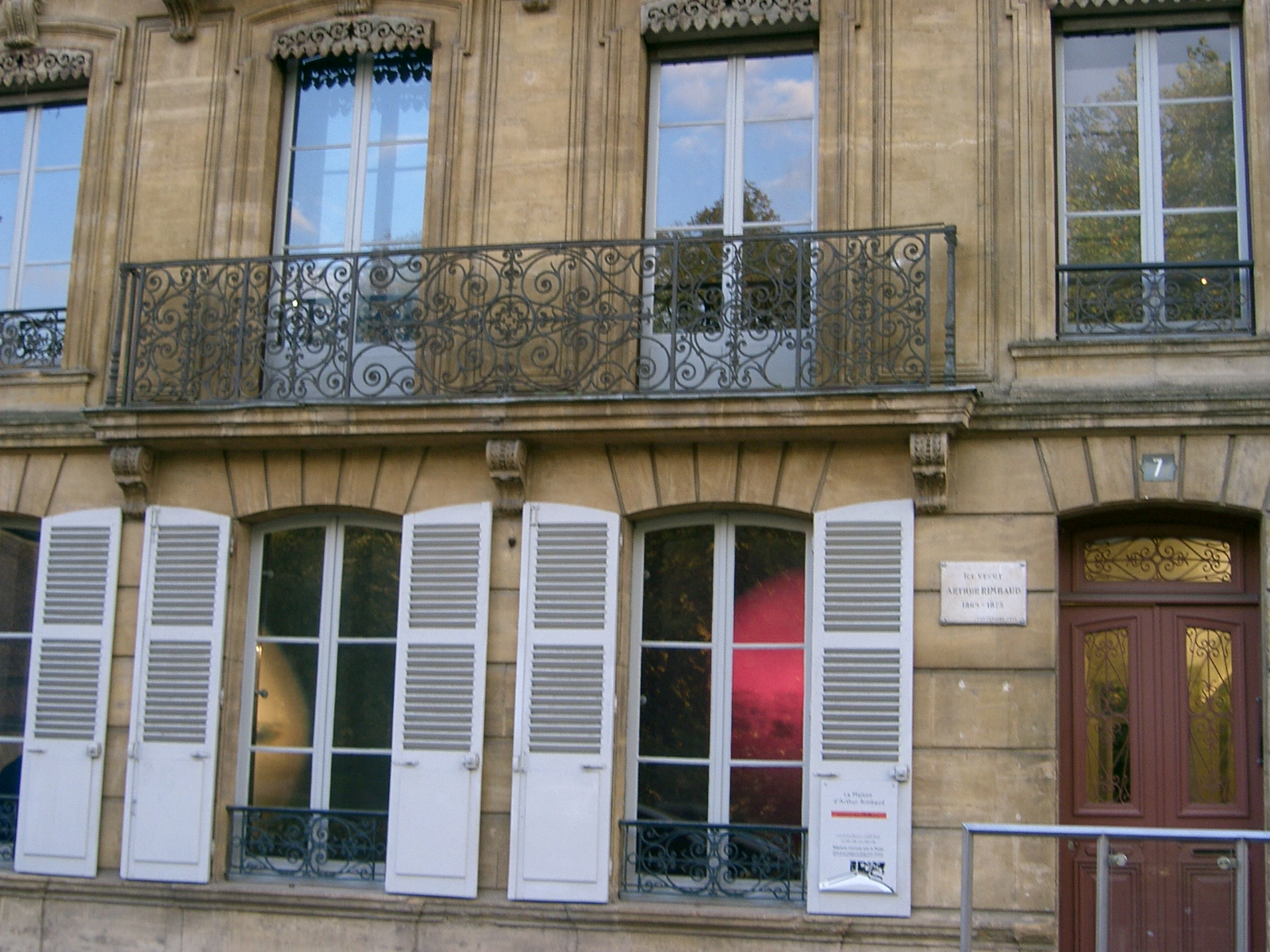
샤를빌메지에르에 있는 랭보 생가
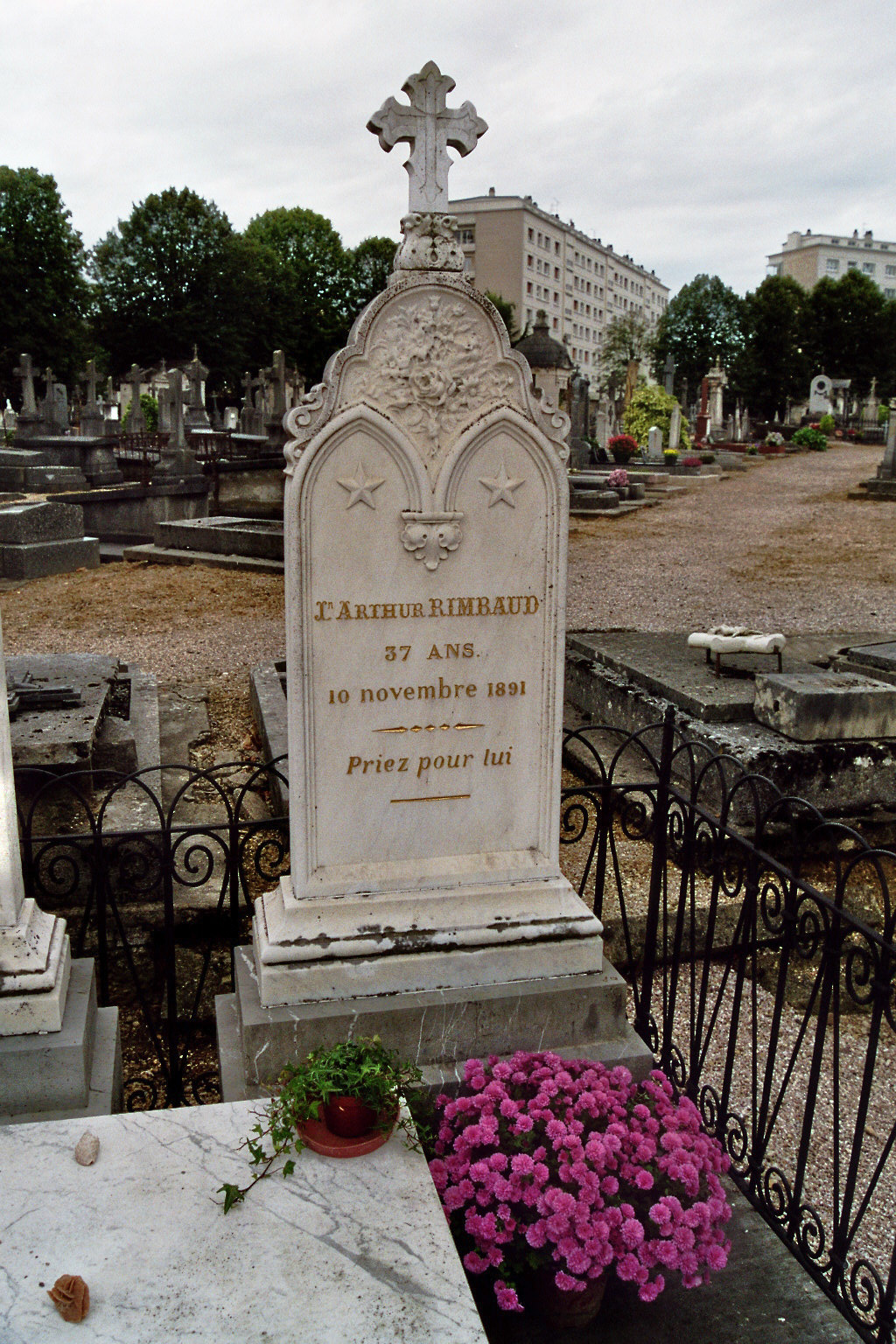
샤를빌메지에르에 있는 랭보 무덤

## 대중 문화
- 토탈 이클립스

## 같이 보기
- 헨리 밀러